# Gmach intendentury wojskowej przy ul. św. Marcin w Poznaniu
Gmach intendentury wojskowej przy ul. św. Marcin w Poznaniu – nieistniejący gmach mieszczący urzędy wojskowe, usytuowany przy ul. św. Marcin (ówczesna St. Martinstrasse) na rogu z ul. Tadeusza Kościuszki (Wallstrasse (ok. 1890), następnie Oberwallstrasse (ok. 1905), od 1919 roku Wały Jana III) w Centrum Poznania.

## Historia
Budynek wybudowano w latach 1843–1847 w pobliżu Bramy Berlińskiej. Pierwotne plany z początku XIX wieku przewidywały na tym obszarze budowę dużego zespołu koszarowego, ale ostatecznie nie doszło do realizacji tych zamierzeń. Gmach przeznaczono na siedzibę królewskiej intendentury dowództwa V Korpusu Armijnego Cesarstwa Niemieckiego (niem. Königliche Intendantur des V. Armeekorps), której był siedzibą do 1919 roku. 

W okresie dwudziestolecia międzywojennego w gmachu mieściło się dowództwo 14 Dywizji Piechoty w skład której wchodziły: 55 Pułk Piechoty, 57 Pułk Piechoty, 58 Pułk Piechoty, 14 Wielkopolski Pułk Artylerii Lekkiej oraz 14 Batalion Saperów. W czasie II wojny światowej budynek wykorzystywała armia niemiecka. Podczas walk o Poznań budynek został zrujnowany. Po wojnie planowano odbudowę gmachu, jednakże w 1948 roku zdecydowano się na rozbiórkę budynku i postawienie w tym miejscu nowego gmachu, przeznaczonego na siedzibę Polskiej Zjednoczonej Partii Robotniczej.

## Opis
Charakterystycznym elementem gmachu wybudowanego pod wpływem architektury romańskiej była ośmioboczna, narożnikowa wieża, która upodobniała go do średniowiecznego zamku.